# NGC 6807
NGC 6807 ist ein planetarischer Nebel im Sternbild Adler. Der Nebel wurde im Jahr 1882 von dem Astronomen Edward Charles Pickering entdeckt und später von Johan Dreyer in seinem New General Catalogue verzeichnet.